# Crysis
Crysis es un videojuego de disparos en primera persona de ciencia ficción desarrollado por la empresa alemana Crytek y distribuido por Electronic Arts. Fue publicado el 16 de noviembre de 2007 en Europa. Fue un éxito para la crítica y acaudaló un gran número de premios en distintas ferias y eventos. Utiliza el motor de videojuego CryEngine 2 desarrollado por la misma Crytek. Es el primero de una trilogía. Posteriormente se publicó Crysis Warhead que se caracteriza por tener lugar en el mismo escenario y momento que Crysis, pero representado desde el punto de vista de otro personaje. El 5 de mayo de 2009 se realizó la edición de coleccionista Crysis Maximum Edition que incluye Crysis, Crysis Warhead y una expansión multijugador que se llama Crysis Wars. Crysis se hizo particularmente famoso por tener unos requisitos mínimos muy exigentes. El 25 de marzo de 2011, fue publicada la secuela Crysis 2 para PC, PlayStation 3 y Xbox 360.
En 2021 se publicó una versión remasterizada para Nintendo Switch, PlayStation 4, Xbox One y PC, no incluyendo ésta la expansión Crysis Warhead .

## Argumento
El juego comienza en 2020, cuando las fuerzas norcoreanas dirigidas por el general Ri-Chan Kyong toman el control de las Islas Lingshan. Un equipo de arqueólogos civiles estadounidenses, dirigidos por el Dr. Rosenthal, envían un llamada de socorro indicando que han descubierto algo que podría cambiar el mundo. Así, el Equipo Raptor es enviado a las islas, con la misión central de evacuarlos y asegurar cualquier información valiosa que tienen. El equipo se compone de Nomad, Psycho, Aztec, Jester y el líder del equipo Prophet (todos bajo nombres en clave); quienes están equipados con Nanotrajes que ayudan a protegerlos de los disparos y las explosiones, así como darles fuerza y habilidades sobrehumanas. Mientras realizan un salto de altura en una de las islas, una entidad desconocida volando interrumpe el salto al chocar contra Nomad, y el equipo se separa. El choque desactiva el nanotraje de Nomad y destruye su paracaídas, pero es salvado porque cae en el agua y su traje absorbe el impacto del aterrizaje. Después de abrirse paso a la costa, Prophet es capaz de restaurar el traje de Nomad remotamente, restaurando su función normal.
Mientras el Equipo Raptor se reagrupa después del salto, Aztec es asesinado por una entidad desconocida. Cuando el equipo lo encuentra, descubren que lo que lo mató también mató y desmembró una escuadra cercana de KPA. Los miembros restantes del Equipo Raptor proceden con la misión. En el camino descubren el barco de los rehenes congelado en una colina cerca de la costa de la isla. Ellos también ven por primera vez a los alienígenas que han estado atacando a su equipo, cuando una máquina alienígena voladora los sorprende a y arrebata a Jester, matándolo poco después. El primer rehén que el equipo rescata resulta ser un agente de la CIA que fue enviado a supervisar el trabajo del Dr. Rosenthal. En la selva, Nomad encuentra otro rehén llamado Badowski muerto con fragmentos de hielo en la espalda, mientras la KPA combate una máquina alienígena cerca. Después que Nomad se reagrupa con Prophet, Prophet es repentinamente arrebatado por otra máquina voladora, que se aleja volando con él en sus garras. Poco después, Nomad es contactado por la radio por el Mayor Clarence Strickland de las fuerzas armadas preguntando si desea abortar la misión ya que la mayoría de su equipo están muertos o desaparecidos; Nomad se niega, diciendo que todavía puede completar la misión.
Nomad se dirige al complejo de investigación del Dr. Rosenthal, donde ha encontrado un artefacto fosilizado raro precediendo a la humanidad en dos millones de años. El artefacto parcialmente excavado es similar a una de las máquinas voladoras (designados "exotrajes") que han estado atacando al equipo. Rosenthal también se refiere a otros descubrimientos de artefactos similares en Afganistán y Siberia, sugiriendo que los alienígenas tienen una presencia global, y no se limitan solo a la isla. Mientras Rosenthal realiza un escaneo en el artefacto, éste emite un pulso de energía de gran alcance que congela al Dr. Rosenthal. El nanotraje de Nomad es capaz de mantener su temperatura interna, salvando su vida. Nomad luego se reúne con un VTOL, después de eliminar a un equipo de fuerzas especiales de KPA de cuatro hombres equipados con nanotrajes cerca del lugar de aterrizaje. Él notifica a sus superiores acerca de esto, porque los militares de EE. UU. esperaban evitar que los coreanos adquieran la tecnología de los nanotrajes.
El ejército de EE. UU. comienza una invasión a gran escala de la isla, encabezada por el Mayor Strickland. A medida que las fuerzas estadounidenses continúan al sitio principal de excavación, la montaña central de la isla comienza a desmoronarse, revelando una enorme estructura alienígena en el interior, que es casi del tamaño de la propia montaña. Nomad entra en el lugar de la excavación en la base de la montaña, pero es capturado por los hombres de Kyong. Kyong desactiva el nanotraje de Nomad, y Nomad observa impotente cómo Kyong mata a uno de los rehenes y luego detona cargas explosivas para abrir la estructura. Un impulso de energía emana desde la estructura y mata a los hombres de Kyong, el pulso también reactiva el nanotraje de Nomad. Kyong, también con un nanotraje, ataca a Nomad, hasta que Nomad es capaz de matarlo. Como la montaña sigue colapsando, un VTOL evacua al último rehén, la hija del Dr. Rosenthal, Helena, pero es incapaz de rescatar a Nomad.
Nomad queda atrapado y decide continuar dentro de la estructura alienígena. Pronto se convierte en un entorno de gravedad cero. Nomad utiliza sus hidro-propulsores para maniobrar y se encuentra con alienígenas sensibles hostiles. También ve una posible fuerza de invasión que consiste en muchas máquinas alienígenas. Nomad logra escapar, pero la estructura crea una enorme esfera de energía que congela todo afuera a -200 °F (-129 °C). Una vez fuera, Nomad es atacado por varias máquinas alienígenas antes de encontrar a Prophet. Prophet fue capaz de diseñar un arma utilizando la tecnología de los alienígenas, el Acelerador Molecular (MOAC). El nanotraje de Prophet se avería, obligándole a parar con frecuencia y recargarse utilizando fuentes de calor, tales como los restos ardientes de vehículos militares. Los dos salen de la esfera de hielo y rescatan a Helena, cuyo VTOL se ha estrellado. Prophet se va con Helena en otro VTOL. En el punto de evacuación de EE. UU., uno de los últimos VTOLs rescata a Nomad de un imparable exotraje extraterrestre cuadrúpedo. Así como el exotraje está a punto de destruir el VTOL, el Mayor Strickland llama su atención disparando contra él usando una ametralladora montada y el exotraje mata a Strickland en su lugar. Cuando salen de la isla, el piloto es asesinado y los motores son dañados. Nomad vuela el VTOL paralizado de vuelta al grupo de ataque de portaaviones USS Constitution (CVN-80) mientras lucha contra los alienígenas a lo largo del camino.
Una vez allí, se reúne de nuevo con Psycho y luego es interrogado por el almirante Richard Morrison que explica que se ha ordenado un ataque nuclear contra la esfera de hielo. Helena le advierte que los alienígenas podrían absorber la energía, pero el almirante no le hace caso. Prophet vuela un VTOL de vuelta a la isla contra las órdenes. A pesar de la partida del Prophet, el misil nuclear es lanzado en la esfera de hielo. La explosión causa que la esfera de hielo se expande y provoca un contraataque masivo extraterrestre.
Nomad recibe la orden de reparar uno de los reactores nucleares dañados del transporte. El nanotraje es resistente a los altos niveles de radiación, aunque la exposición prolongada prueba ser mortal. Mientras Nomad está en la sala del reactor, Helena envía una señal experimental a través del traje de Nomad que hace que varias máquinas alienígenas absorban demasiado poder y se sobrecarguen, destruyéndolas. Como Nomad vuelve a la cubierta de vuelo, el almirante Morrison es asesinado y Nomad lleva el prototipo TAC-Cannon. En la cubierta de vuelo, Nomad combate un exotraje alienígena similar al que mató a Strickland. Un buque de guerra alienígena masivo luego emerge del mar, y Helena logra desactivar sus escudos, enviando una señal a través del nanotraje de Nomad. Nomad utiliza entonces el TAC-Cannon para destruir el buque de guerra alienígena, que cae en el portador y comienza a hundirlo. Nomad atraviesa la cubierta de vuelo y salta del transporte en el VTOL que espera, que es pilotado por Psycho. A medida que se van volando, Helena es casi sacada de la aeronave por el campo de energía creado por el buque de guerra alienígena destruido. Psycho entonces recibe una transmisión de que hay otro grupo de ataque de portaaviones de camino a la isla y sugiere reunirse con ellos. Nomad protesta, afirmando que ya que ahora saben cómo derrotar a los alienígenas, necesitan seguir luchando. Luego se recibe una transmisión de Prophet, que está dentro del campo de energía en la isla. El VTOL es visto luego dando la vuelta y regresando a la isla.

## Nanotraje o nanosuit
En el juego crysis, son potentes y extremadamente versátiles trajes protectores de combate táctico propuestos originalmente con la intención de permitir a los seres humanos operar en ambientes hostiles que de otro modo serían sustancialmente letales, su creación se dada por la empresa ficticia Crynet Systems fundada por los personajes Jacob Hargreave y Karl Ernst Rasch después de que la causa del bólido de Tunguska fuera una nave de tecnología Ceph que se estrelló en la tierra y robaron dicha tecnología antes de que alguien llegara a la zona.
Durante el siguiente siglo se estudió y se creó el primer nanotraje mostrado en los eventos del juego, aunque los norcoreanos hicieron el suyo pero es inferior en algunos aspectos.
El Nanotraje o nanosuit usan nanotecnología de articulaciones de titanio-coltan unidas con Cry Fibras (actúan como un material piezoeléctrico) para distribuir la energía que absorben en los capacitores en variadas formas que van desde el calor, la energía solar, la radiación, estática, cinética, e incluso del carbono, para emplear en los en 4 modos según la situación 

### Modos principales
- Blindaje (Mayor resistencia al daño) Funciona al endurecer el traje para proteger al usuario de balas, explosiones, armamento pesado, liberarse si está atrapado en hielo; etc., en este modo el traje se recarga automáticamente y si recibe daño se descarga pero se recupera al máximo.
- Velocidad (Mayor velocidad, si se esprinta se avanza muchísimo más rápido) Se emplea para correr distancias largas, moverse más rápido y escapar de situaciones peligrosas. El traje se descarga muy rápido al esprintar pero se recarga al avanzar más despacio, este modo es vulnerable bajo fuego enemigo.
- Fuerza (Mayor salto, menor retroceso del arma) Permite el poseedor tener fuerza sobrehumana para arrojar y levantar objetos pesados, saltar para llegar a lugares altos que normalmente serían imposibles, en este modo el traje se descarga al emplearse pero se recupera rápido, no se recomienda cuando estés siendo atacado por armas.
- Camuflaje (atacar al enemigo sin ser detectado, ataques sorpresa) En este modo el usuario se vuelve prácticamente invisible en el ambiente en dónde se encuentre, se pueden realizar ataques sin ser descubierto por el enemigo, se descarga lento si estás quieto pero rápido al moverse de un lugar a otro, este modo se desactiva al descargarse la energía y al ejecutar cualquier ataque, se activa el modo blindaje automáticamente para evitar daños.

Además el nanosuit tiene un sistema de cómputo integrado a modo de HUD que le permite tener un sistema de comunicaciones, hablar, filmar en un amplio intervalo de frecuencias sin usar las manos y guardar lo grabado, el visor cuenta con visión nocturna por un corto periodo de tiempo y visión binocular, protege al usuario de temperaturas extremas de calor o frío, puede sostener la respiración acuática y reciclar el oxígeno solo por un minuto antes de volver a la superficie, cuenta con bolsas para guardar munición y granadas, interactuar remotamente con interferencia y dispositivos electrónicos militares y civiles, incluso extraterrestres. Su transceptor también puede ser programado para interferir e interrumpir las comunicaciones Ceph y cuenta con un modo de autodestrucción para evitar que caiga a manos enemigas. 
La principal desventaja es susceptible a ataques de pulso electromagnético, los cuales lo sobrecargan haciendo que se apague para evitar daños físicos y al usuario, la visión nocturna se ciega con las luces brillantes, no tiene visión de calor, la respiración acuática es limitada pero todos estos problemas se mejoran en el nanosuit 2 en los juegos Crysis 2 y Crysis 3.

## Personajes
- 1.KPA (Korean Popular Army) Ejército popular de Corea (del Norte)

- 2.er Teniente Jake Nomad Dunn: Es el personaje principal del juego. Es un miembro de las Fuerzas Especiales de los Estados Unidos, parte del equipo Raptor. Su misión en el argumento es rescatar al Dr. Rosenthal y a un grupo de arqueólogos en las islas Filipinas. Al enterarse de que las islas fueron tomadas por Corea del Norte, se perdió contacto con los arqueólogos. El personaje combatirá intensamente contra los Norcoreanos y contra los alienígenas descubiertos en la isla.

- Mayor Laurence Prophet Barnes: Es el líder del equipo Raptor y el mejor amigo de Nomad. Durante el modo campaña es dado por muerto en dos ocasiones. La primera ocasión sucede hacia el principio del juego cuando una máquina alienígena lo secuestra perdiéndose todo contacto con él. Sin embargo en una misión posterior cuando Nomad consigue salir de la gigantesca nave alienígena en la que se encontraba atrapado, Prophet reaparecerá portando consigo una nueva arma así como nuevos e importantes descubrimientos sobre los alienígenas.

- Sargento Michael Psycho Sykes: Es el tercer miembro del equipo Raptor. Superviviente de la batalla a lo largo del modo Campaña ayudando a Nomad en numerosas ocasiones. En la expansión Crysis Warhead tomaremos el control de este personaje.

- Soldado Harold Aztec Cortez: Es el cuarto miembro del equipo Raptor. Al inicio del salto Halo, queda atrapado en los árboles donde una patrulla norcoreana lo encuentra. Pero ellos, junto con Aztec, son atacados por algo desconocido y muere al instante. Prophet vaporiza su cuerpo junto con el traje NanoSuit, para que los norcoreanos no se apoderen de la futurista tecnología.

- Soldado Martin Jester Hawker: Es el quinto miembro del equipo Raptor. Durante el descubrimiento del barco del Dr. Rosenthal, es secuestrado por un alien. Nomad y Prophet lo persiguen para rescatarlo pero minutos después lo encuentran muerto. Jester, al igual que Aztec, vaporiza el traje y con él su cuerpo para no dejar rastro de la tecnología.

- Dr. Rosenthal: Es el objetivo principal del equipo Raptor y líder del grupo de arqueólogos. Nomad descubre su ubicación al entrar a un laboratorio en territorio norcoreano. Al llegar, Nomad descubre un objeto fósil misterioso y a Rosenthal hablando con el General Kyong por medio de una pantalla de comunicación. Después de que Nomad se identifique con él, el fósil comienza a irradiar energía y Rosenthal le dice que el fósil está vivo. Posteriormente el fósil explota congelando instantáneamente todo a su alrededor. Nomad sobrevive gracias al NanoSuit, pero Rosenthal muere congelado.

- Helena Rosenthal: Es la hija del Dr. Rosenthal y amiga de Nomad. Forma parte del equipo de arqueólogos de su padre. Es secuestrada por el General Kyong, usándola para ayudarlo en sus planes. Pero Nomad llega a tiempo y la rescata, llevándola así al portaaviones cercano a la isla. De ahí en adelante, ayuda a Nomad en todo lo necesario para salvarlo en su lucha contra la invasión alien.

- General Ri-Chan Kyong: Es el líder de las fuerzas norcoreanas y el enemigo de Nomad. También posee un NanoSuit. Nomad descubre dónde se encuentra, pero es tomado como rehén por Kyong. Usando a Helena, decide tomar la energía de la nave alienígena para sus planes reactivándola tras miles de años de letargo bajo tierra. La compuerta de la nave se abre y lanza una explosión de hielo contra los hombres de Kyong, dejándolo vivo junto con Nomad. Durante la lucha, muere a manos de Nomad.

## Aspectos técnicos

### Motor del videojuego
Crysis utiliza un nuevo motor, CryEngine 2, que es el sucesor del motor CryEngine de Far Cry. CryEngine es uno de los primeros motores que usa Direct3D 10 (DirectX 10), pero también puede funcionar utilizando DirectX 9, tanto en Windows XP, Vista y Windows 7.
La diferencia radica en que en modo DirectX 10 ofrece mejores gráficos que en modo DirectX 9.0c, a costa de una mayor exigencia a nivel de hardware.
Existe un parche no oficial para hacer funcionar las mejoras gráficas disponibles en el modo DirectX10 sobre DirectX 9.0c.[cita requerida]
Roy Taylor, vicepresidente de Relaciones de Contenido de NVIDIA, ha hablado sobre el tema de la complejidad del motor, que Crysis tiene más de un millón de líneas de código, 4 gigabytes de datos de textura, sombreado y 85000 shaders.
Además utiliza varias tecnologías gráficas como:
- Shader Model 2.0, 3.0 y 4.0+ (Para ver todos sus efectos Shader Model 4.0).
- Iluminación HDR lineal y progresiva ver 2.0
- Profundidad de campo múltiple.
- Sistema avanzado de partículas.
- Efectos climáticos y del tiempo.
- Objetos totalmente interactivos y con capacidad de destruirlos(Nvidia Physx).[3]

### Demo
El 27 de agosto de 2007, Crytek anunció que una demo iba a ser publicada el 25 de septiembre, sin embargo, la fecha fue pospuesto hasta el 26 de octubre. El 26 de octubre Crytek anunció que la demo se aplazaría por lo menos un día más y fue liberada al público el 27 de octubre.

### Niveles
1. Contact (Contacto)
2. Recovery (Recuperación)
3. Relic (Reliquia)
4. Assault (Asalto)
5. Onslaught (Embestida)
6. Awakening (Despertar)
7. Core (Núcleo)
8. Paradise Lost (Paraíso Perdido)
9. Exodus (Éxodo)
10. Ascension (Ascensión)
11. Reckoning (Ajuste de Cuentas)

## Crysis Warhead
Crysis Warhead es la expansión independiente de Crysis. Es un videojuego autónomo, por lo que no requiere la presencia de Crysis para ser jugado. Fue desarrollado por el estudio Crytek Budapest y publicado por Electronic Arts el 12 de septiembre de 2008 en Europa y el 16 de septiembre de 2008 en América del Norte.
El motor utilizado por Crysis Warhead es CryEngine 2 mejorado.

## Crysis Remastered
El 16 de abril de 2020, Crytek anunció que se lanzaría una versión remasterizada del juego, titulada Crysis Remastered para Xbox One , PlayStation 4 , Nintendo Switch y PC, con nuevos activos gráficos, efectos y trazado de rayos basado en software. La remasterización estaba originalmente pensada para un lanzamiento simultáneo en PlayStation 4, Nintendo Switch, Xbox One y PC, y se programó el lanzamiento de un tráiler el 1 de julio de 2020. Sin embargo, en los días previos al lanzamiento del tráiler, el tráiler en sí y varias capturas de pantalla se filtraron, y el público no los recibió por no proporcionar ninguna mejora notable con respecto al juego original. Por este motivo, a partir del 1 de julio, Crytek anunció que a excepción de Switch, pospondrán el lanzamiento de Crysis Remastered para todas las plataformas "unas semanas" para mejorar su calidad visual en un intento por cumplir con las expectativas de los usuarios.  La versión de Switch se anunció el 10 de julio y saldrá el 23 de julio.  El 22 de julio de 2020, un análisis tecnológico publicado por Digital Foundry , basado en la versión de Switch, reveló que Remastered no se basa en la versión original de Crysis para PC, sino en la adaptación inferior de Playstation 3 / Xbox 360. El 21 de agosto de 2020, se lanzó un nuevo avance tecnológico para Remastered, que muestra una iluminación mejorada, texturas 8K, efectos de trazado de rayos y establece la fecha de lanzamiento del juego para el 18 de septiembre de 2020. 

## Crítica
Crysis ha recibido puntuaciones excelentes por parte de la crítica, convirtiéndolo en uno de los shooters más exitosos de su generación. También fue considerado por la revista PC Gamer como "excepcionalmente fantástico", con una puntuación actual de 98%. Metacritic le dio una calificación de 91 puntos, mientras GameRankings le dio un 90% de críticas positivas y 3DJuegos le dio una calificación de 9,8 y lo clasificó como una obra maestra.

### Premios
- GameSpot - Mejor Shooter (2007)
- PC Gamer - Mejor Juego del Año (2007)